# Campionat del món de ciclisme en pista de 2011
El Campionat Mundial de Ciclisme en Pista de 2011 es va celebrar a Apeldoorn (Països Baixos) entre el 23 i el 27 de març de 2011. Les competicions es van celebrar a l'Omnisport Apeldoorn. En total es va competir en 19 disciplines, 10 de masculines i 9 de femenines.

## Resultats

### Masculí
| Prova                     | Or                                                                          | Argent                                                                        | Bronze                                                                        |
| Velocitat individual      | Jason Kenny · Regne Unit ·                                                  | Chris Hoy · Regne Unit                                                        | Mickaël Bourgain · França                                                     |
| Velocitat per equips      | Alemanya · Maximilian Levy · René Enders · Stefan Nimke                     | Regne Unit · Chris Hoy · Jason Kenny · Matthew Crampton                       | Austràlia · Daniel Ellis · Matthew Glaetzer · Jason Niblett                   |
| Persecució individual     | Jack Bobridge · Austràlia                                                   | Jesse Sergent · Nova Zelanda                                                  | Michael Hepburn · Austràlia                                                   |
| Persecució per equips     | Austràlia · Jack Bobridge · Rohan Dennis · Michael Hepburn · Luke Durbridge | Rússia · Aleksei Màrkov · Ievgueni Kovaliov · Ivan Kovaliov · Alexander Serov | Regne Unit · Steven Burke · Samuel Harrison · Peter Kennaugh · Andrew Tennant |
| Quilòmetre contrarellotge | Stefan Nimke · Alemanya ·                                                   | Teun Mulder · Països Baixos ·                                                 | François Pervis · França ·                                                    |
| Cursa per punts           | Edwin Ávila · Colòmbia ·                                                    | Cameron Meyer · Austràlia ·                                                   | Morgan Kneisky · França ·                                                     |
| Keirin                    | Shane Perkins · Austràlia ·                                                 | Chris Hoy · Regne Unit ·                                                      | Teun Mulder · Països Baixos ·                                                 |
| Madison                   | Leigh Howard · Cameron Meyer · Austràlia ·                                  | Martin Bláha · Jiří Hochmann · Txèquia ·                                      | Theo Bos · Peter Schep · Països Baixos ·                                      |
| Scratch                   | Kwok Ho Ting · Hong Kong ·                                                  | Elia Viviani · Itàlia ·                                                       | Morgan Kneisky · França ·                                                     |
| Òmnium                    | Michael Freiberg · Austràlia ·                                              | Shane Archbold · Nova Zelanda ·                                               | Gijs Van Hoecke · Bèlgica                                                     |

### Femení
| Prova                     | Or                                                             | Argent                                                      | Bronze                                                       |
| Velocitat individual      | Anna Meares · Austràlia                                        | Simona Krupeckaite · Lituània                               | Victoria Pendleton · Regne Unit                              |
| Persecució individual     | Sarah Hammer · Estats Units ·                                  | Alison Shanks · Nova Zelanda                                | Vilija Sereikaitė · Lituània                                 |
| 500 metres contrarellotge | Olga Panarina · Belarús                                        | Sandie Clair · França                                       | Miriam Welte · Alemanya                                      |
| Cursa per punts           | Tatsiana Sharakova · Belarús                                   | Jarmila Machačová · Txèquia ·                               | Giorgia Bronzini · Itàlia                                    |
| Scratch                   | Marianne Vos · Països Baixos ·                                 | Katherine Bates · Austràlia ·                               | Danielle King · Regne Unit ·                                 |
| Keirin                    | Anna Meares · Austràlia                                        | Olga Panarina · Belarús                                     | Clara Sanchez · França                                       |
| Velocitat per equips      | Kaarle McCulloch · Anna Meares · Austràlia ·                   | Victoria Pendleton · Jessica Varnish · Regne Unit ·         | Gong Jinjie · Guo Shuang · R.P. de la Xina ·                 |
| Persecució per equips     | Wendy Houvenaghel · Laura Trott · Danielle King · Regne Unit · | Sarah Hammer · Dotsie Bausch · Jennie Reed · Estats Units · | Kaytee Boyd · Jaime Nielsen · Alison Shanks · Nova Zelanda · |
| Òmnium                    | Tara Whitten · Canadà ·                                        | Sarah Hammer · Estats Units ·                               | Kirsten Wild · Països Baixos ·                               |

## Medaller
| Posició | País            | Or | Plata | Bronze | Total |
| 1       | Austràlia       | 7  | 2     | 2      | 12    |
| 2       | Regne Unit      | 3  | 4     | 3      | 9     |
| 3       | Belarús         | 2  | 1     | 0      | 3     |
| 4       | Alemanya        | 2  | 0     | 1      | 3     |
| 5       | Estats Units    | 1  | 2     | 0      | 3     |
| 6       | Països Baixos   | 1  | 1     | 3      | 5     |
| 7       | Canadà          | 1  | 0     | 0      | 1     |
| 7       | Colòmbia        | 1  | 0     | 0      | 1     |
| 7       | Hong Kong       | 1  | 0     | 0      | 1     |
| 10      | Nova Zelanda    | 0  | 3     | 1      | 4     |
| 11      | Txèquia         | 0  | 2     | 0      | 2     |
| 12      | França          | 0  | 1     | 5      | 6     |
| 13      | Itàlia          | 0  | 1     | 1      | 2     |
| 13      | Lituània        | 0  | 1     | 1      | 2     |
| 15      | Rússia          | 0  | 1     | 0      | 1     |
| 16      | Bèlgica         | 0  | 0     | 1      | 1     |
| 16      | R.P. de la Xina | 0  | 0     | 1      | 1     |
| Total   | Total           | 19 | 19    | 19     | 57    |